# Gérard Genette
Gérard Genette (7. června 1930 Paříž – 11. května 2018) byl francouzský strukturalisticky zaměřený literární teoretik a historik.
Jeho názory byly výrazně ovlivněny Rolandem Barthesem a Claudem Lévi-Straussem. Ve 2. polovině 20. století měl nezanedbatelný vliv na rozvoj naratologie. Byl profesorem francouzské literatury na Sorboně.

## Život
Po ukončení studia na École normale supérieure se Genette stal asistentem a v roce 1967 profesorem francouzské literatury na Sorbonně. V roce 1970 spoluzakládal časopis Poétique.